# Cicindela nigrior
Cicindela nigrior är en skalbaggsart som beskrevs av Schaupp 1884. Cicindela nigrior ingår i släktet Cicindela och familjen jordlöpare. Inga underarter finns listade i Catalogue of Life.